# Carlo Francesco Gabba
Carlo Francesco Gabba (født 14. april 1835 i Lodi, død 18 februar 1920 sammesteds) var en italiensk jurist.
Gabba blev 1862 privatdocent, var 1864—1915 ordentlig professor i Pisa. I 1900 blev han senator. Som universitetslærer docerede Gabba retsfilosofi, borgerlig ret og folkeret; hans anseelse både som lærer og skribent skaffede ham sæde i Institut de droit international, hvis præsident han var ved instituttets møde i Firenze 1908, ligesom han var medlem af en mængde videnskabelige akademier og selskaber. 
Af Gabbas frugtbare forfatterskab skal fremhæves: Essai sur la veritable origine du droit de succession (1858), Della condizione giuridica della donne nellelegislazioni francese, austriaca e sarda (1861, 2. udgave 1880), Il pro ed il contro nella questione della pena di morte (1866), Teoria della retroattività delle leggi (I—II, 1868, III, 1871, IV, 1874, 3. udgave 1891-99), den historiske Studie Della constituzione giuridica delle donne (1880), Questioni di diritto civile (1882, 2. udgave 1885, I—II, 1897-98, 2. udgave 1909-11), Nuove questioni di diritto civile (1912—14, oversat på spansk af Adolfo Posada) og andre. 
Gabba har endvidere, foruden afhandlinger og lignende i Foro Italiano, Giurisprudenza Italiana og andetsteds, offentliggjort forskellige af ham holdt konferencer, således Intorno ad alcuni piu generali problemi della scienza sociale (I, 1876, II, 1881, III, 1887).